# Kurkó J. Kristóf
Kurkó József Kristóf névvariáns: Kurkó József (Csíkszentdomokos, 1980. november 16. –) magyar színész.

## Életpályája
Erdélyben, Csíkszentdomokoson született 1980. november 16-án. 

„Engem meghatároz a szülőhelyem, nagyon fontos számomra, hogy a nagypapám mindig így búcsúzott tőlem: Jó emberekkel való találkozást!”

 Középiskolai tanulmányait Gyulafehérváron végezte, majd két évig Marosvásárhelyen a Kántor-Tanítóképző Főiskolán tanult. Főiskolai tanulmányait megszakítva 2001-ben jött át Magyarországra. Itt, gitáros-énekesként a Dévai Nagy Kamilla által alapított Krónikás Zenede növendéke lett, mellette párhuzamosan színi tanulmányokat folytatott a Gór Nagy Mária Színitanodában. 2006 óta dolgozik színészként. Játszott a Soproni Petőfi Színházban, Budapesten a Nemzeti Színházban, a József Attila Színházban és a Mozgásszínházban, 2012-től a Turay Ida Színházban és 2014-től az Újszínházban is. Kaszkadőrként is szerepel. Fafaragással is foglalkozik.

„Kurkó János, a nagybátyám fafaragó, az ő biztatására kezdtem faragni. A faragás nekem olyan, mint egy meditáció, kitisztítja az ember agyát. Jó ideig csak faragtam, nem néztem a minták jelentését, aztán egy barátom azt mondta, hogy nem mindegy, mit faragok egy fára, töltsem meg jelentéssel a faragásaimat. Hamar rájöttem, hogy igaza van, azóta próbálom a megfelelő szimbólumokat használni a faragásaimon.”

## Fontosabb színházi szerepei
- William Shakespeare: Rómeó és Júlia... Rómeó
- Mark Twain: Tom Sawyer kalandjai... Tom Sawyer
- Willy Russell: Vértestvérek... Edward
- Mitch Leigh – Joe Darion – Dale Wassermann: La Mancha lovagja... Öszvérhajcsár
- Paul Schurek: Utcazenészek... Fritz Stangl, gitáros
- Thornton Wilder – Michael Stewart: Hello. Dolly!... Barnaby Tucker
- Lara De Mare: Égben maradt repülő... Marcel Cerdan
- Ernst Nebhut – Michael Jary: Párizsi éjszakák... Jeujeu (clochard)
- Brandon Thomas: Charley nénje... Jack Topplebee
- Georgo Faloni: Ártatalan vagyok... Giuseppe, Ricardo barátja
- Pierre Chesnot: Hotel Mimóza... Moncey, filmrendező
- Csokonai Vitéz Mihály: Karnyóné... Tipptopp, franciás gavallér
- Vörösmarty Mihály: Csongor és Tünde... Kurrah ördög; Tudós
- Jókai Mór – Kocsák Tibor – Miklós Tibor: Fatia Negra... Kálmán
- Fazekas Mihály: Lúdas Matyi... Lúdas Matyi
- Szigligeti Ede: Liliomfi... Gyuri, pincér
- Katona József: Bánk bán... 2. udvarnik
- Herczeg Ferenc: Bizánc... Korax, író
- Hunyady Sándor – Topolcsányi Laura: A vöröslámpás ház... Csontteleky Szigfrid
- Rideg Sándor – Tímár Péter: Indul a bakterház... Marhakereskedő
- Heltai Jenő – Romhányi József – Szurdi Miklós: Zsuzsika hangja... Flórián művész úr
- Békeffi István – Stella Adorján: Janika... Balla János
- Kertész Mihály: Na, de államtitkár úr!... Lázár Csaba, államtitkár
- Rejtő Jenő: Úrilány szobát keres... Dr. Mohácsi
- Móricz Zsigmond: Sári bíró... Gedi, szolgalegény
- Gárdonyi Géza: Hosszúhajú veszedelem... Pali; Ispán; Lukács; Ákos úr
- Sánta Ferenc: Az ötödik pecsét... Pártszolgálatos
- Kocsis István: Megszámláltatott fák... Döhring hadnagy
- Tamási Áron: Vitéz lélek... Balla Péter
- Hubay Miklós – Ránki György – Vas István: Egy szerelem három éjszakája... Boldizsár
- Kerényi Imre – Balogh Elemér – Rossa László: Csíksomlyói Passió... Plútó; Farizeus 1.; Eunuh 1.
- Páskándi Géza: A királylány bajusza... Tulipán királyfi (álnevén Tulipán Töhötöm, ügyes legény)
- Topolcsányi Laura: A holló árnyékában... Lantos
- Topolcsányi Laura – Berkes Gábor: Csakazértis szerelem... Sziránó
- Topolcsányi Laura – Berkes Gábor: Salasa, szivar, szerelem... Alejandro, Carolina vőlegénye
- Topolcsányi Laura – Berkes Gábor: Bubamara... Báró
- Vajda Katalin: Anconai szerelmesek... Luigi del Soro, vándormuzsikus
- Falussy Lilla: Ricse, Ricse, Beatrice... Fiatal Nagy Feró
- Eisemann Mihály – Baróti Géza: Kiutalt szerelem, avagy mi történik a Bástyasétány 77-ben... Péter
- Szirmai Albert – Bakonyi Károly – Gábor Andor: Mágnás Miska... Miska
- Kálmán Imre: Cigányprímás... Fekete Zsiga
- Huszka Jenő: Gül Baba... Mujko
- Topolcsányi Laura: A medve nem játék!... szereplő
- Topolcsányi Laura: Doktornők... Angyal Kálmán
- Báldi Mária: Térden állva jövök hozzád... Taksony, üzletember
- Rudyard Kipling – Topolcsányi Laura: A dzsungel könyve... Maugli
- Topolcsányi Laura: Manók az erdélyi havasokból... szereplő
- Kiss József: Az angyalok nem sírnak... Hadközeg, felkelő
- Zsurzs Kati: Velem mindig történik valami... szereplő
- Thuróczy Katalin: Keszekusza varázspálcája... Teszetosza
- Pozsgai Zsolt: Pöttöm Panna... Béka Öcsi; Fecske; Boldog Virágok Hercege
- Csukás István – Darvas Ferenc: Ágacska... Berci béka
- Kovács András Ferenc: Egerek... Szervác

## Filmek, tv
- Barátok közt (sorozat)... Jakab Roland
- Régimódi történet (sorozat) (2006)
- Egyedül a városban (2007)
- Tűzvonalban (sorozat)

- A gyanú árnyékában (2007)... TV operatőr
- Irdatlan Iroda (2010)... Görög Gergő
- Az utolsó levél (2015)... Orvos
- Ezerkilencszáztizenkilenc (2020)... Káplár